# Хайрюнниса Кадын-эфенди
Хайрюнниса́ Кады́н-эфе́нди (тур. Hayrünnisa Kadınefendi; 2 марта 1876, Бандырма или Гёнен, Балыкесир, Османская империя — 3 сентября 1936, Ницца, Третья Французская республика) — вторая жена последнего халифа Османской империи Абдул-Меджида II.

## Имя
Различные источники приводят разные варианты имени второй жены Абдул-Меджида II: турецкий историк Недждет Сакаоглу называет её «Хайрюнниса́»; мемуарист Харун Ачба — «Хайрунниса́», а Энтони Алдерсон — «Хайырнисса́». И Ачба и Сакаоглу указывают в качестве титула Хайрюннисы «кадын-эфенди».

## Биография

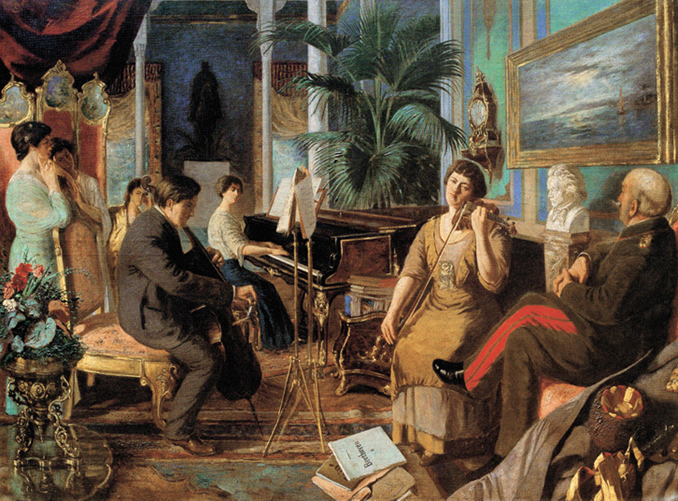
«Бетховен во дворце», Абдул-Меджид II, 1915.
На картине изображена музыкальная комната в Павильон Абдулмеджида-эфенди: главная жена Шехсувар играет на скрипке, Офелия (Хатче-кадын) — на пианино, сын Абдул-Меджида Омер Фарук — на виолончели. Женщины позади Омера Фарук, вероятно, оставшиеся жёны Абдул-Меджида, одна из которых — Хайрюнниса.

Хайрюнниса родилась 2 марта 1876 года на территории одного из ильче Балыкесира — Бандырмы или Гёнена. Достоверно неизвестно, к какому роду принадлежала Хайрюнниса и кто были её родители, однако Ачба в своей книге «Жёны султанов: 1839—1924» пишет, что она была родом из убыхского племени.
Как пишет Харун Ачба, у Хайрюннисы было много родственников в султанском гареме, и одна из тёток взяла девушку на службу во дворец, где та получила хорошее образование. 18 июня 1902 года во дворце Ортакёй Хайрюнниса вышла замуж за одного из наследников османского трона — шехзаде Абдулмеджида-эфенди. Хайрюнниса стала второй женой шехзаде, брак оставался бездетным. И Хайрюнниса и её супруг увлекались искусством — Хайюринниса отлично играла на виолончели, а Абдул-Меджид считался одним из самых значимых художников позднего периода османского искусства. Он увековечил свою вторую жену и её увлечение виолончелью на одной из своих картин; кроме того, Хайрюнниса, вероятно, присутствует на картине Абдул-Меджида «Бетховен в гареме», изображающей членов семьи наследника.
К 1922 году политическая обстановка в стране накалилась до предела. 1 ноября 1922 года Великое национальное собрание Турции в Анкаре постановило разделить султанат и халифат и упразднить первый, чтобы положить конец правительству в Стамбуле. 19 (по другим данным — 18) ноября 1922 года Великое национальное собрание Турции избрало Абдул-Меджида халифом, как наиболее достойного этого титула. Семья халифа перебралась в бывший султанский дворец Долмабахче. Однако уже 29 октября 1923 года Османское государство прекратило своё существование, а на смену ему пришла Турецкая Республика, и необходимость в халифате отпала. 3 марта 1924 года был издан закон № 431, согласно которому все прямые члены династии Османов изгонялись из страны. Несмотря на то, что Хайрюнниса не являлась прямым членом династии, она последовала в изгнание за супругом. В тот же вечер Абдул-Меджид с детьми, жёнами и ближайшим окружением автомобилями был доставлен к поезду в Чаталдже. Семье бывшего халифа были предоставлены от правительства 2000 фунтов, швейцарские визы и номера в одном из альпийских отелей.
В октябре 1924 года Хайрюнниса в числе других членов семьи Абдул-Меджида переселилась в Ниццу, где и скончалась 3 сентября 1936 года в возрасте 60 лет.